# П'єніни

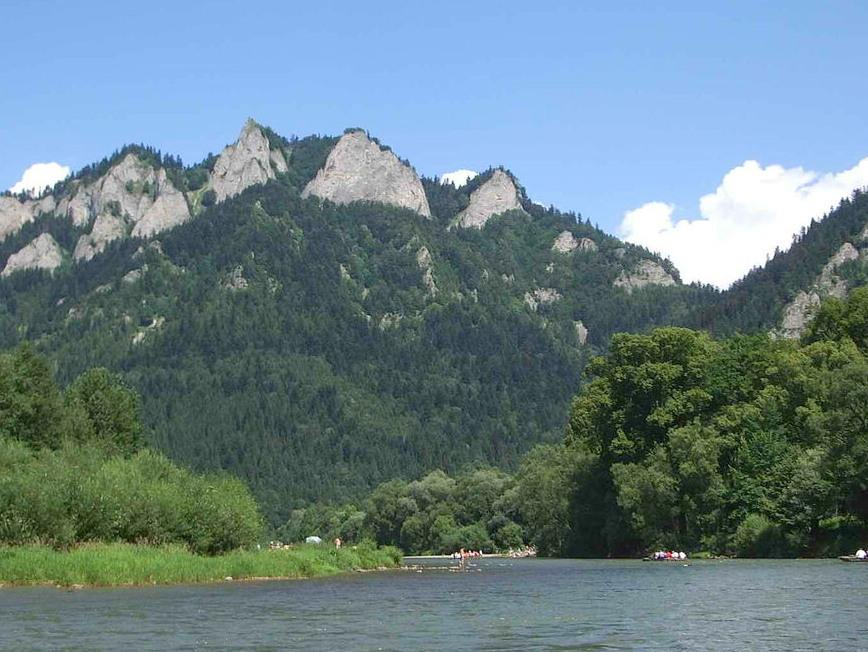
Гора Три корони, краєвид з Червоного кляштора

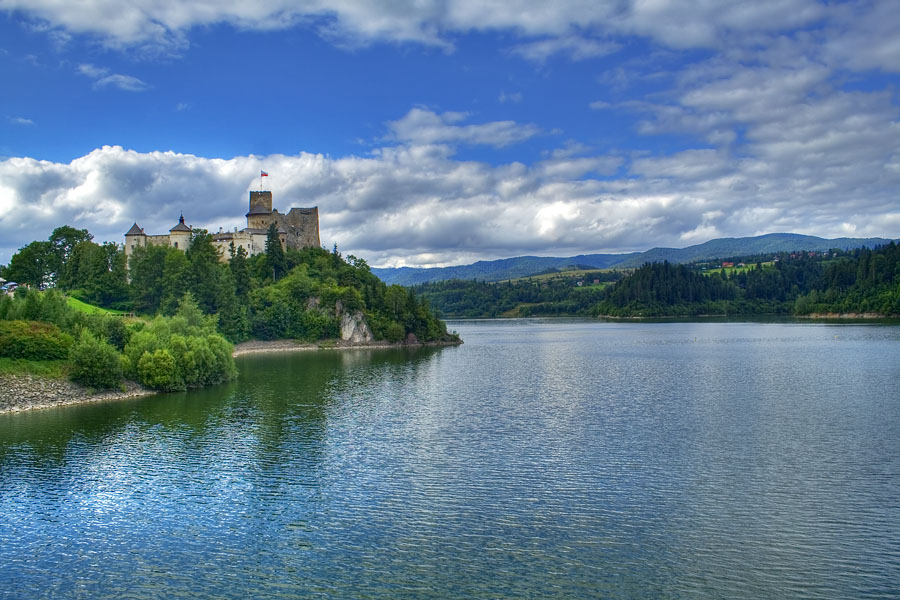
За́мок «Дуна́єць» у Не́джиці на березі Чорштинського озера біля П'єнін

П'єні́ни (словац. Pieniny, пол. Pieniny) — гірський масив у північно-східній Словаччині та південно-східній Польщі, частина Східних Бескидів. 
Складені переважно з вапняків і доломітів. 
Найвідоміші вершини Три корони (982 м). Найвища точка — гора Висока, 1 050 м. Річка — Дунаєць.